# Kärkna
Kärkna (deutsch Falkenau) ist ein Dorf (estnisch küla) in der Landgemeinde Tartu im estnischen Kreis Tartu. Es hat 218 Einwohner.
Kärkna liegt am Unterlauf des Flusses Amme (Amme jõgi). In der Nähe mündet der Fluss in den Emajõgi (deutsch Embach). In vorchristlicher Zeit befand sich dort bereits eine wichtige Handelsstraße von Tartu nach Põltsamaa. Kärkna wurde im 13. Jahrhundert als Klostergut unter dem Namen Vanamõisa (deutsch Wannamoise) gegründet. Seinen heutigen Namen erhielt es erst Anfang des 17. Jahrhunderts nach dem Tartuer Bürgermeister Berendt von Gerten.
In den 1220er Jahren, kurz nach der Christianisierung Estlands, gründeten die Zisterzienser das Kloster Kärkna. Es war eine der größten Klosteranlagen Livlands. Das Kloster wurde 1558/59 von russischen Truppen weitgehend zerstört. Die Ruinen wurden nach und nach abgetragen und vor allem im 18. Jahrhundert als Baumaterial für die Stadt Tartu verwendet. Die Fundamentreste sowie die Wälle sind noch teilweise erhalten.